# Roffey (släkt)
Roffey är en släkt av brittiskt ursprung, som antas ha kommit till de brittiska öarna i samband med Normandernas invasion 1066. Släktnamnet, som även är två ortnamn, anses ha sitt ursprung i Sussex, England. Ortnamnet förekommer i  "Doomsday Book" författad 1086. Under hela medeltiden förekommer många stavningsversioner av namnet. I "The Catalogue of Ancient Deeds for Sussex" beskrivs platsen som "La Rouheye" år 1281 I "Duchy of Lancaster" författad med början 1307, förekommer en Georg Roffey som köpare av Caterham Manor i Surrey  En annan vanlig stavning är "Roughey" som både förklarar släktnamnets betydelse (fritt översatt "Rådjur" och "hage", dvs "platsen där hjorthägnet är"), och knyter det till en geografisk plats nära Horsham, England. Det finns även en plats i Yonne, Frankrike, som heter Roffey. Båda platserna ligger inom gamla Normandiska områden. Det finns tre vapensköldar noterade till detta namn. Förekommande heraldiska symboler på de olika vapensköldarna är ett lejon, tre vänsterställda gröna ormar, en murkrona med en ihopringlad orm och en ginstam med den keltiska krigsgudinnan Morrigans märke, (i.e tre kråkfåglar ställda på rad).
Stavningen Roffey etableras först under 1400-talet. Ortnamnet "Roughey" hänger dock kvar som en relikt på lokala Engelska kartor ända in till 1800-talet. Området är idag en förort till Horsham. Franska byn Roffey har ca 140 invånare idag.  
Släktnamnet Roffey spred sig ut från Sussex - US National Park Service har i sina arkiv om amerikanska inbördeskriget (1861-1865) noterat fem soldater med detta efternamn på nordstaternas sida, och en på sydstaternas sida. The Anglo-Boer War records, 1899-1902, noterar åtta soldater med detta efternamn, alla på det brittiska imperiets sida. The Commonwealth War Graves Commission har i sina arkiv 28 stupade soldater under första världskriget (1914-1918) och 12 stupade soldater under det andra världskriget (1939-1945) med detta efternamn. 